# Marcaltő, Veszprém
Marcaltő  este un sat în districtul Pápa, județul Veszprém, Ungaria, având o populație de 819 locuitori (2011). 

## Demografie
Componența etnică a satului Marcaltő
     Maghiari (97,98%)
     Germani (1,48%)
     Romi (0,54%)
Componența confesională a satului Marcaltő
     Romano-catolici (53,97%)
     Fără religie (8,79%)
     Luterani (8,67%)
     Reformați (5,49%)
     Atei (1,1%)
     Necunoscută (21,98%)
     Alte religii (1,1%)
Conform recensământului din 2011, satul Marcaltő avea 819 locuitori. Din punct de vedere etnic, majoritatea locuitorilor (97,98%) erau maghiari, cu o minoritate de germani (1,48%).  Din punct de vedere confesional, majoritatea locuitorilor (53,97%) erau romano-catolici, existând și minorități de persoane fără religie (8,79%), luterani (8,67%), reformați (5,49%) și atei (1,1%). Pentru 21,98% din locuitori nu este cunoscută apartenența confesională.